# Carlos Zúñiga Segura
Carlos Zúñiga Segura (Pampas, 19 de junio de 1942-Lima, 7 de febrero de 2025) fue un poeta y escritor peruano. Miembro de la Generación del 70, se destacó por su poesía andina de raíces míticas. Fue además, fundador de la revista de poesía La Manzana Mordida, y del sello editorial “Capulí”.

## Biografía
Nació el 19 de junio de 1942, en Pampas, en la provincia de Tayacaja del departamento de Huancavelica, donde realizó estudios escolares de secundaria.
En los años 1960 se trasladó a Lima, estableciendo su residencia en el distrito de Magdalena del Mar, cerca de la Huaca Huantille y del mar, donde vivían otros poetas y escritores, como Augusto Tamayo Vargas, Tulio Mora, Max Dextre y César Toro Montalvo.
Perteneció a la Generación del 70, y formó parte del grupo “Poetas Mágicos”, junto a escritores peruanos como César Toro Montalvo, Omar Aramayo y Roger Contreras, quienes realizaron un concilio en 1970 en Jauja, Junín.
Fue fundador y director de la revista de poesía La Manzana Mordida y el sello editorial "Capulí", ambas fundadas el 23 de septiembre de 1975, las cuales han sido de gran aporte para la producción literaria y la búsqueda de nuevos valores de la poesía en el Perú.
Participó en conferencias y recitales en los principales centros culturales del Perú y en las repúblicas de Ecuador, Colombia, Alemania y Cuba.  Parte de su obra poética ha sido traducida a diversos idiomas. 
Fue miembro del Consejo Directivo de la Asociación Nacional de Escritores y Artistas (ANEA), y presidente de la Asociación de Escritores y Artistas de Tayacaja.
En sus últimos años se dedicó a realizar actividades culturales en el distrito limeño de Magdalena del Mar, lugar que había convertido en su residencia permanente.

## Publicaciones

### Poesía
- Primer destino (1966)
- Gracias amor (1973)
- Inauguración de la ausencia (1979)
- Imperio del azar (1986)
- Memorias de Santiago Azapara Gala, Gran Señor de Tayacaja (1998)[3]
- Hijos del arco iris. Poesía completa 1973-2003 (2004)[5]
- Señor de Marbella (2009)
- Estambres de plenilunio (haikus) (2011-2014)
- Ángeles en sandalias azules (2014)
- Intacta memoria (2016)

### Relatos
- Flor de Purhuay (2011)

### Antologías
- La manzana mordida (poemas de amor) (1977)
- Antología de la poesía amorosa del Perú (1985)
- Cerezos en flor. Haikú japonés (1986)
- Cielo de fiesta en Tayacaja (1987)
- El mar en la poesía peruana (1989)
- Poesía para niños: los cincuenta mejores poemas de la poesía infantil peruana (1993)
- Sala de hospital: poemas de ambiente hospitalario (1993)
- Literatura de Tayacaja (1995)
- Antología de la poesía infantil peruana (1999)
- Cuentos para niños (2004)
- Poetas en su café (2012)

### Estudios
- Imagen y presencia de Daniel Hernández (1989)
- Pampas–Tayacaja en la memoria de Arguedas (2001)
- Ricardo Palma en La Marina (2004)
- Magdalena del Mar en la literatura peruana (2005)
- Voces de la Literatura Peruana (2006)
- Huancavelica en las Tradiciones de Palma (2009-2014)
- Historia de Magdalena del Mar (2011)
- Crónicas de Magdalena del Mar en la literatura peruana (2011)
- ¡Virgen Purísima! [cinco leyendas sobre la Virgen] (2011)

## Valoración
César Zúñiga se dedicó a una creación poética saturada de una fuerte emoción por su tierra huancavelicana y sus orígenes, así como la búsqueda de un lenguaje propio, muy personal.
En sus poemarios como Señor de Marbella, Inauguración de la ausencia, Canción de la despedida, Sueños de agua, Estambres de plenilunio e Hijos del arco iris, ensayó diversos registros verbales, desde la exploración espacial hasta un lirismo adherido al mundo andino. En otras de sus obras, como Memorias de Santiago Azapara Gala, gran señor de Tayacaja, que es una especie de poema épico-lírico, condensó la visión andina con la historia cotidiana.
El crítico César Toro Montalvo dice que «César Zúñiga Segura ha escrito una poesía muy especial. Se revela como artífice e imaginero, buscando desde su mundo un universo de la ensoñación llevado por el lenguaje verbal que alía un sondeo enriquecedor de la realidad».

## Premios
- Primer Premio de los Juegos Florales “Abraham Valdelomar” de la Municipalidad de Ica
- Mención Honorífica en la VIII Bienal Internacional de Poesía, Chile, 1997.

## Distinciones
Ostenta numerosas distinciones de instituciones nacionales e internacionales:
- Académico Benemérito del Centro Cultural, Literario y Artístico de O Journal de Felgueiras, Portugal
- Miembro Honorario del Grupo Literario “Lumbre” de Chile
- Reconocimiento Institucional a la Creatividad otorgado por la Biblioteca Nacional del Perú, 2001
- Máxima Condecoración Municipal “Félix Dibós” por la Municipalidad de Magdalena del Mar
- Hijo Predilecto de Tayacaja otorgado por la Municipalidad de Tayacaja, 2009.